# Vescomtat de Bellver

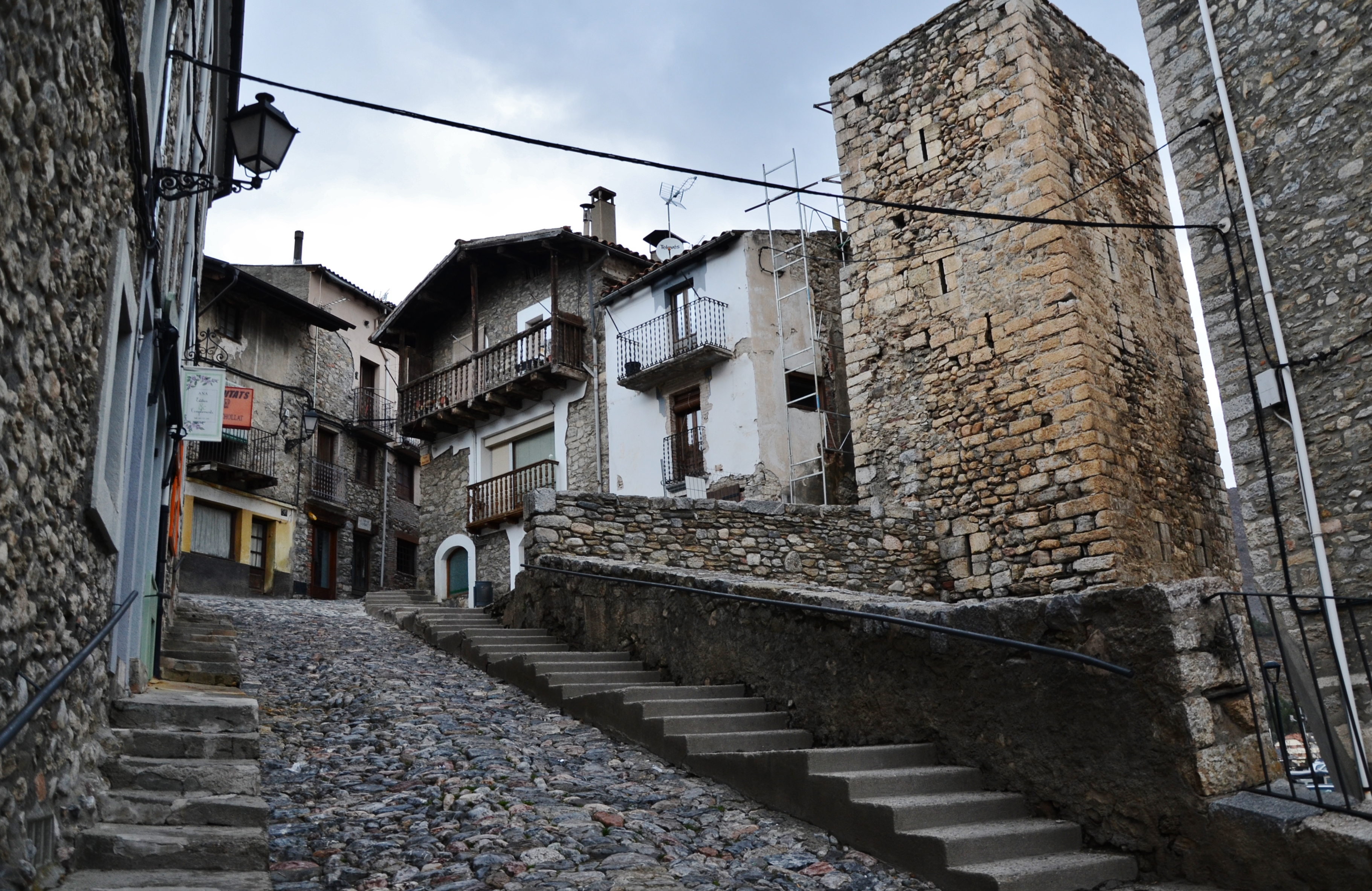
Municipi de Bellver de Cerdanya, als Pirineus catalans.

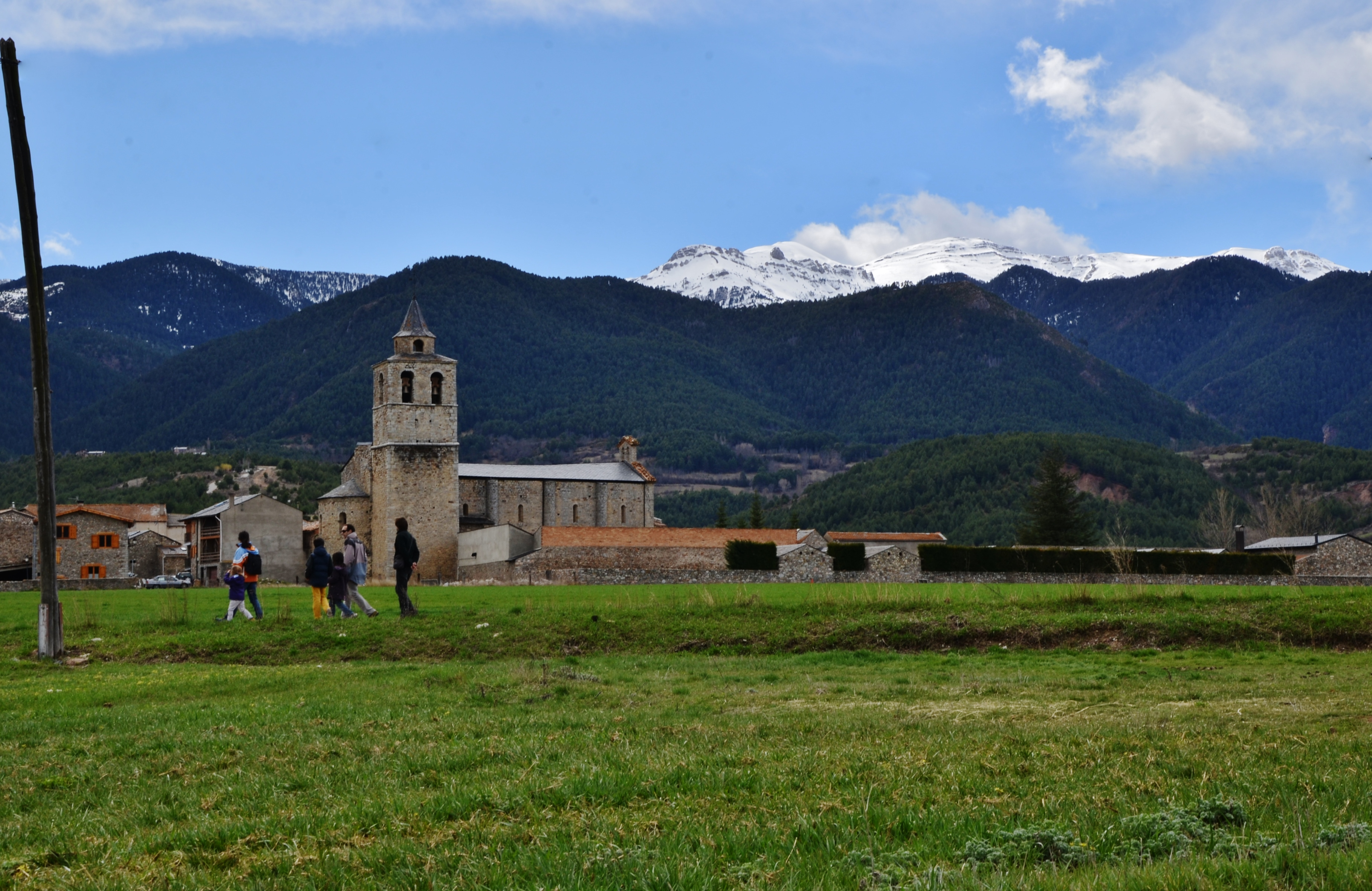
Església de Santa María de Talló, a Bellver de Cerdanya, Pirineus catalans.

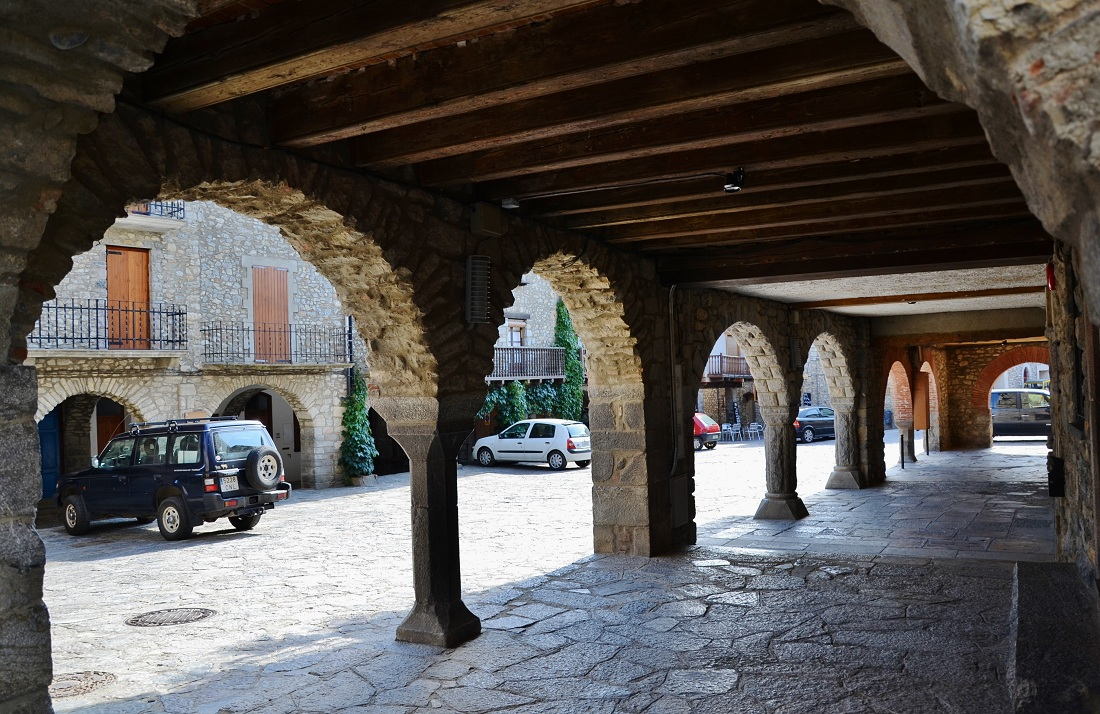
Plaça Major del municipi de Bellver de Cerdanya, als Pirineus catalans.

El Vescomtat de Bellver és un títol nobiliari, creat el 4 de maig de 1879 pel rei Alfons XII d'Espanya, a favor d'Antonio d'Alòs i López de Haro, tinent-general de l'Exèrcit, vicepresident del Consell Suprem de Guerra i Marina. Era besnet d'Antonio d'Alòs i de Rius, primer marquès d'Alòs qui, al seu torn, era el germà del jurista barceloní José Francisco d'Alòs i de Rius, primer marquès de Puerto Nuevo amb el Vescomtat previ de Bellver.
En efecte, el Vescomtat de Bellver s'havia creat anteriorment, el 9 de gener de 1746, pel rei Felip V com a vescomtat previ del Marquesat de Puerto Nuevo, vescomtat que va quedar suprimit quan es va crear, aquell mateix any, el citat Marquesat.
No obstant això, com s'ha dit, en 1879 el rei Alfons XII va tornar a concedir el Vescomtat de Bellver, aquesta vegada amb caràcter perpetu, a favor de l'esmentat; Antonio d'Alòs i López de Haro, i els seus descendents.
El títol fa referència a la localitat de Bellver de Cerdanya, a la comarca pirinenca de la Cerdanya, al Principat de Catalunya.

## Vescomtes de Bellver
|                                                    | Titular                                                    | Període                                         |
| Creació com Vescomtat previ per Felip V el 1746    | Creació com Vescomtat previ per Felip V el 1746            | Creació com Vescomtat previ per Felip V el 1746 |
| -------------------------------------------------- | ---------------------------------------------------------- | ----------------------------------------------- |
|                                                    | José Francisco d'Alòs i de Rius, I marquès de Puerto Nuevo | 1746-1746                                       |
| Creació com a títol perpetu per Alfons XII el 1879 |                                                            |                                                 |
| I                                                  | Antonio d'Alòs i López de Haro                             | 1879-1879                                       |
| II                                                 | Daniel d'Alòs i Arregui                                    | 1879-?                                          |
| III                                                | Diego d'Alòs i Rivero                                      | 1951-1968                                       |
| IV                                                 | Daniel d'Alòs i Herrero                                    | 1968-1987                                       |
| V                                                  | Antonio d'Alòs i Herrero                                   | 1990-2002                                       |
| VI                                                 | Loreto d'Alòs i Herrero                                    | 2002-2005                                       |
| VII                                                | Diego de Llanos i d'Alòs                                   | 2005-Actual                                     |

## Història dels vescomtes de Bellver
- José Francisco d'Alòs i de Rius (1687-?), I marquès de Puerto Nuevo amb el Vescomtat previ de Bellver.

Per la seva naturalesa de vescomtat prèvi, el títol es va suprimir quan es va crear el Marquesat de Puerto Nuevo aquell mateix any de 1746.
Creació com a títol perpetu per Alfons XII el 1879:
- Antonio d'Alòs i López de Haro (1808 -1893), I vescomte de Bellver, I marquès de Haro, fill i germà del marquès d'Alòs.

El 27 de juliol de 1879, per cessió, el va succeir el seu fill:
- Daniel d'Alòs i Arregui (1844-1931), II vescomte de Bellver

El 28 de setembre de 1951, el va succeir el seu fill:
- Diego d'Alòs i Rivero (1877-1968), III vescomte de Bellver

El 9 d'octubre de 1968, el va succeir el seu fill:
- Daniel d'Alòs i Herrero (1906-1987), IV vescomte de Bellver

El 5 de juny de 1990, el va succeir el seu germà:
- Antonio d'Alòs i Herrero (1912-2002), V vescomte de Bellver

En 2002, el va succeir la seva germana:
- Loreto d'Alòs i Herrero (1909-2005), VI vescomte de Bellver

El 18 de maig de 2005, el va succeir el seu fill:
- Diego de Plans i d'Alòs, VII vescomte de Bellver

Actual titular (Carta de successió: 18 de maig de 2005).

## Armes
De plata, un mig vol baixat de azur i un os de sabre, un sobre l'altre.